# Кринга
Кринга (хорв. Kringa) — населений пункт у Хорватії, в Істрійській жупанії у складі громади Тинян.

## Населення
Населення за даними перепису 2011 року становило 315 осіб.
Динаміка чисельності населення поселення:

## Клімат
Середня річна температура становить 12,41 °C, середня максимальна – 26,70 °C, а середня мінімальна – -2,52 °C. Середня річна кількість опадів – 970 мм.
| Клімат поселення                              | Клімат поселення | Клімат поселення | Клімат поселення | Клімат поселення | Клімат поселення | Клімат поселення | Клімат поселення | Клімат поселення | Клімат поселення | Клімат поселення | Клімат поселення | Клімат поселення | Клімат поселення |
| Показник                                      | Січ.             | Лют.             | Бер.             | Квіт.            | Трав.            | Черв.            | Лип.             | Серп.            | Вер.             | Жовт.            | Лист.            | Груд.            |                  |
| Середній максимум, °C                         | 9,48             | 10,42            | 13,18            | 17,03            | 21,87            | 26,09            | 26,70            | 26,02            | 21,36            | 16,80            | 11,82            | 8,71             |                  |
| Середня температура, °C                       | 3,48             | 4,43             | 7,18             | 11,04            | 15,88            | 20,11            | 22,61            | 21,92            | 17,25            | 12,70            | 7,70             | 4,61             |                  |
| Середній мінімум, °C                          | −2,52            | −1,58            | 1,20             | 5,02             | 9,88             | 14,10            | 18,49            | 17,80            | 13,16            | 8,60             | 3,63             | 0,51             |                  |
| Норма опадів, мм                              | 70               | 58               | 70               | 81               | 70               | 82               | 60               | 86               | 87               | 106              | 113              | 87               |                  |
| Середньомісячна швидкість вітру, м/с          | 1.88             | 2.17             | 2.37             | 2.37             | 2.16             | 2.06             | 2.01             | 1.96             | 1.94             | 2.07             | 2.13             | 2.05             |                  |
| Середньомісячна сонячна радіація, кДж/м²·день | 4543             | 7456             | 10706            | 15055            | 19271            | 21008            | 21894            | 18859            | 14081            | 9053             | 4947             | 3803             |                  |
| --------------------------------------------- | ---------------- | ---------------- | ---------------- | ---------------- | ---------------- | ---------------- | ---------------- | ---------------- | ---------------- | ---------------- | ---------------- | ---------------- | ---------------- |
| Джерело:                                      |                  |                  |                  |                  |                  |                  |                  |                  |                  |                  |                  |                  |                  |